# BOK-5
BOK-5 (ros. БОК-5) – radziecki, eksperymentalny samolot o konstrukcji bezogonowej, zbudowany w drugiej połowie lat 30. XX wieku.

## Historia
Maszyna została zaprojektowana przez Władymira Antonowicza Czyżewskiego, w założonym w 1930 roku Biurze Konstrukcji Doświadczalnych (Biuro Osobych Konstrukcji - бюро особых конструкций). Zbudowano niewielki, jednoosobowy samolot ze stałym podwoziem, zapożyczonym z maszyny Po-2 z tylną płozą ogonową, z trapezowym skrzydłem o metalowej konstrukcji z prostą krawędzią spływu. Płat pokryty był płótnem. Krótki, również metalowy kadłub samolotu zakończony był dużym statecznikiem pionowym. Samolot napędzany był silnikiem gwiazdowym M-11. Gotowy prototyp ukończono w 1937 roku i we wrześniu tego samego roku dokonano oblotu maszyny. Za sterami samolotu siedział wówczas I.F. Pietrow. BOK-5 okazał się być maszyną stabilną w locie, posiadającą bardzo dobrą sterowność i zwrotność, oraz charakteryzującą się łatwością pilotażu. We wnioskach z prób stwierdzono, że za sterami samolotu może usiąść również pilot o kwalifikacjach niższych niż średnie.